# Nicolas-Claude Fabri de Peiresc
Nicolas-Claude Fabri de Peiresc (également orthographié de Peyresc), né le 1er décembre 1580 à Belgentier et mort le 24 juin 1637 à Aix-en-Provence, est un érudit universaliste de l'époque baroque, conseiller au Parlement de Provence, astronome et antiquaire collectionneur. 
Il écrira que les « gens de l'inquisition sont des bestes indignes de l'humanité ».
Il est connu notamment pour avoir été l'avocat de Galilée, ami proche de Rubens, conseiller en art auprès de Marie de Médicis, précurseur de l'égyptologie, et d'avoir entrepris de dresser la première carte de la Lune fondée sur des observations télescopiques. M. Fumaroli l'a qualifié de prince de la République des Lettres.

## Biographie

### Jeunesse et formation
Claude Fabri naît à Belgentier en 1580, où ses parents, aixois, se sont réfugiés afin d’échapper à la peste qui sévit à Aix. Il prend en 1604 le nom de Peiresc, terroir des Alpes-de-Haute-Provence (aujourd'hui Peyresq) qui lui vient de son père et où il ne s'est jamais rendu. 
Il fait des études de philosophie et ressent de l’intérêt pour l'astronomie, les mathématiques, les langues, etc..
Appartenant à une famille de robe, il apprend le droit et est attiré par l'archéologie, ce qui lui permet de poursuivre ses études en Italie. Il revient en France en 1602 afin de préparer son doctorat à l'université de Montpellier et en 1604 il soutient sa thèse, obtenant le grade de docteur en Droit. 
Il fait de nombreux voyages (Paris, Londres, région des Flandres) avant d'être nommé conseiller au parlement de Provence.

### Le chercheur

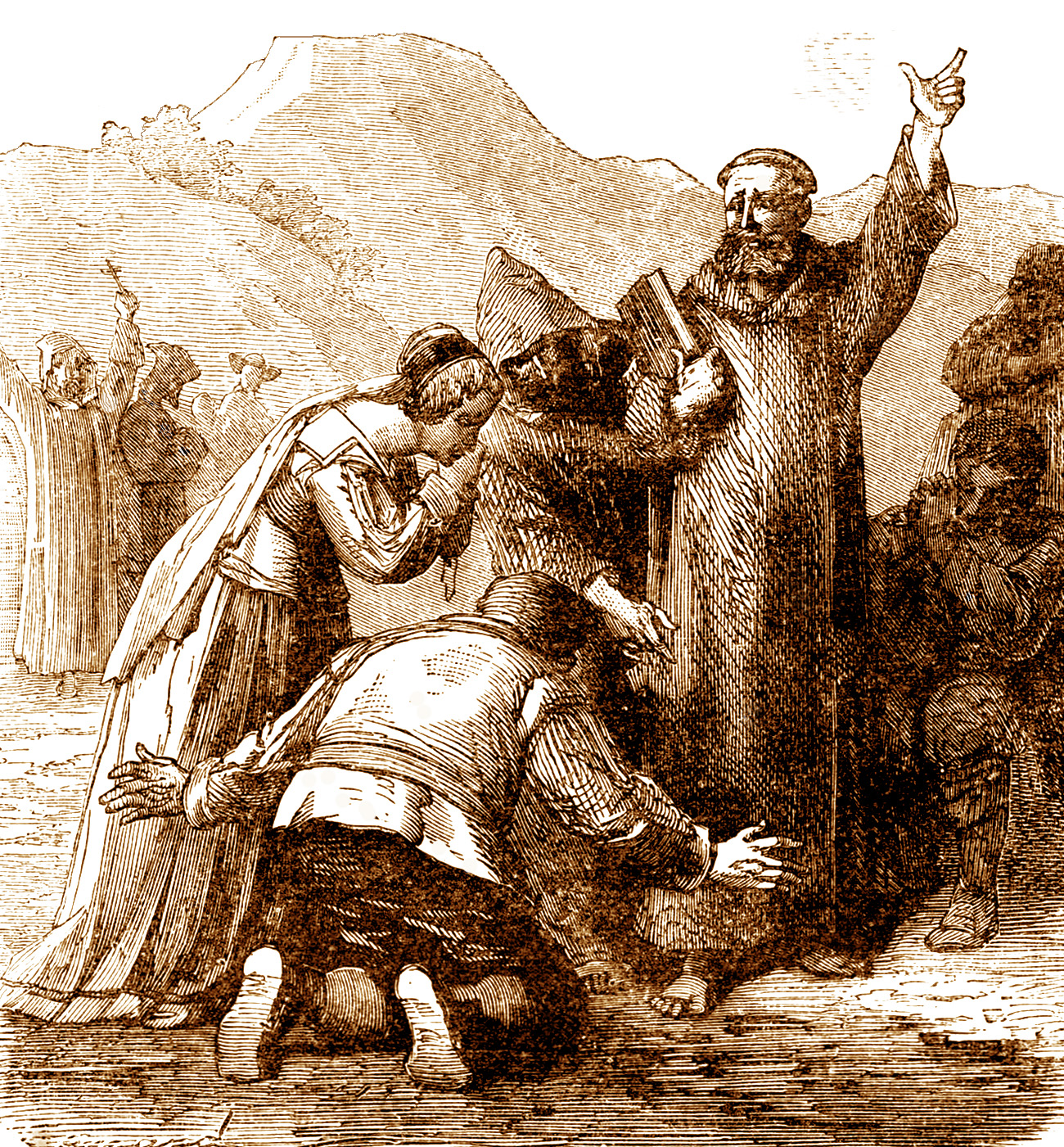
Pluie de sang en Provence en juillet 1608.

Début juillet 1608, les faubourgs d'Aix-en-Provence sont recouverts d'une pluie de « sang ». Le peuple et quelques théologiens n'hésitent pas à voir dans cet événement des influences diaboliques. Peiresc fait des relevés de cette pluie en recueillant quelques gouttes sur la muraille du cimetière de la cathédrale. Il découvre que ce  liquide est laissé par les chrysalides des vanesses lorsqu'elles se muent en papillons (papillons qui avaient été observés). Le centre-ville n'ayant pas été envahi, il est resté épargné. Cette explication scientifique ne calme pas la terreur populaire.

#### Peiresc et l'astronomie
Son talent ne s'arrête pas là. Peiresc est aussi un brillant astronome. Il fait construire une tour d'observation sur le toit du château de Belgentier et monte sur le sommet de la montagne Sainte-Victoire pour y observer les astres. Il invente le mot de nébuleuse après avoir découvert la nébuleuse d'Orion. À la suite de son ami Galilée, il observe les satellites de Jupiter dont il laisse des croquis montrant qu'il a très bien compris qu'il s'agit de satellites de cette planète. Il veut utiliser les disparitions de ces satellites pour améliorer la connaissance des longitudes et commence à dresser des tables très précises. Apprenant que Galilée a le même projet, il l'abandonne par déférence envers celui qu'il admire. Les premières analyses des manuscrits de Peiresc ont montré que ses formules étaient plus précises que celles de Galilée. 

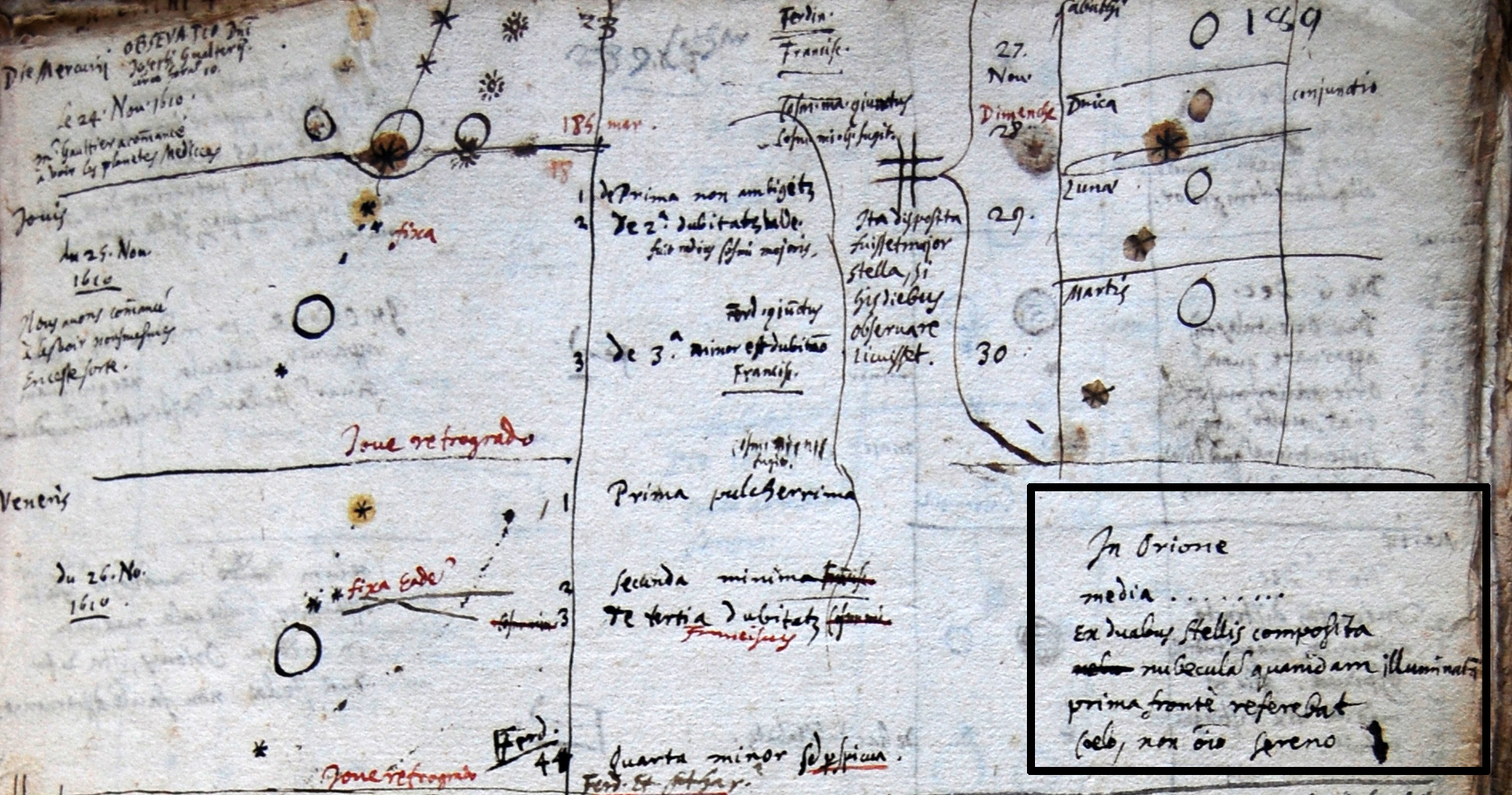
Reproduction partielle d'un manuscrit de Peiresc conservé à la Bibliothèque Inguimbertine et montrant la première annonce de la découverte de la nébuleuse d'Orion faite par Peiresc le 26 novembre 1610.

Entre la fin novembre et le début décembre 1610, il découvre la nébuleuse d'Orion qu'il décrit dans ses manuscrits par ces mots :
« In Orione media ... Ex duabus stellis composita nubeculam quarundam illuminatam prima fronte referabat coelo, non omnino sereno » (observation du 26 novembre 1610).
Il s'aperçoit que la méthode des satellites de Jupiter pour améliorer la connaissance des longitudes n'est pas commode à utiliser, notamment pour les marins. Il tente alors une méthode bien connue des astronomes qui consiste à observer un même phénomène depuis deux lieux distants (par exemple une éclipse de Lune). Pour cela, il coordonne l'observation de l'éclipse de Lune du 28 août 1635 en répartissant des observateurs tout le long de la Méditerranée ; ceci lui permet de constater que cette mer est en réalité plus courte de près de 1 000 km que ce que l'on croyait jusqu'alors.
Avec l'appui de Gassendi qui l'avait baptisé « le prince des curieux », Peiresc demande au graveur Claude Mellan de dresser la première carte de la Lune fondée sur des observations télescopiques réalisées depuis l'observatoire personnel qu'il a mis en place sur le toit de sa demeure et sur le sommet de la montagne Sainte-Victoire qu'il gravit avec Gassendi et Claude Mellan, mais sa mort, alors qu'il est le commanditaire et le mécène du projet, va l'empêcher de mener à bien cette tâche.

#### Un savant éclectique
Le livre d'Hénoch est un pseudépigraphe de la Bible qui avait fasciné les Pères de l'Eglise (Lactance, Priscillien, Jérôme de Stridon, Augustin d'Hippône), avant qu'ils le rangent au nombre des écrits apocryphes. Un capucin arabisant, Egidius de Loches, de retour d'Égypte, proposa un jour au magistrat Peiresc d'acquérir pour son compte quelques manuscrits éthiopiens de ce texte rarissime, détenus par des monastères d'orient. Ces manuscrits furent achetés à la mort de Peiresc par Mazarin, et ne furent expertisés qu'en 1683 par l'orientaliste saxon Hiob Ludolf. En les comparant au corpus du livre d'Hénoch de Georges le Syncelle († vers 800), Ludolf établit qu'ils contenaient un texte entièrement différent.
Peiresc est encore numismate (avec son médaillier de plus de 18 000 pièces), archéologue, amateur d'art, historien (il montre que Jules César, lors de sa conquête de l’Angleterre, n’est pas parti de Calais, mais de Saint-Omer), égyptologue, botaniste, zoologue (études sur les caméléons, les crocodiles, l'éléphant et l'alzaron, sorte de gazelle à tête de taureau venant de Nubie et aujourd'hui disparue), physiologiste, géographe (projet de construction d'un canal de Provence reliant Aix à Marseille), et écologiste. 
Il s'intéresse également à la géologie (notamment à une grotte sur le mont Coyer) et à la paléontologie
Cet humaniste s'éteint à l'âge de 57 ans.

## Un éminent collectionneur d'art
Peiresc est un exemple de grand intellectuel, à la charnière de la Renaissance et de l'essor scientifique moderne, ce qui lui vaut le titre de « Prince de la république des Lettres ».
Peiresc constitue dans ses demeures d'Aix-en-Provence et de Belgentier, un cabinet, véritable musée où se côtoient sculptures antiques, peintures modernes, médailles, bibliothèque, et un jardin d'acclimatation et de botanique (un des plus anciens de France). Il est un des premiers Français à s'intéresser à l'œuvre du Caravage. Il découvre les tableaux de la chapelle Contarelli à Rome en 1600 à l'âge de 20 ans. Il initiera un véritable « atelier du midi caravagesque » avec Louis Finson, Martin Hermann Faber, Trophime Bigot, et d'autres peintres. Ses textes sont les premiers écrits en français connus sur l'œuvre du Caravage. Il défendra les artistes caravagesques jusqu'à sa mort. 

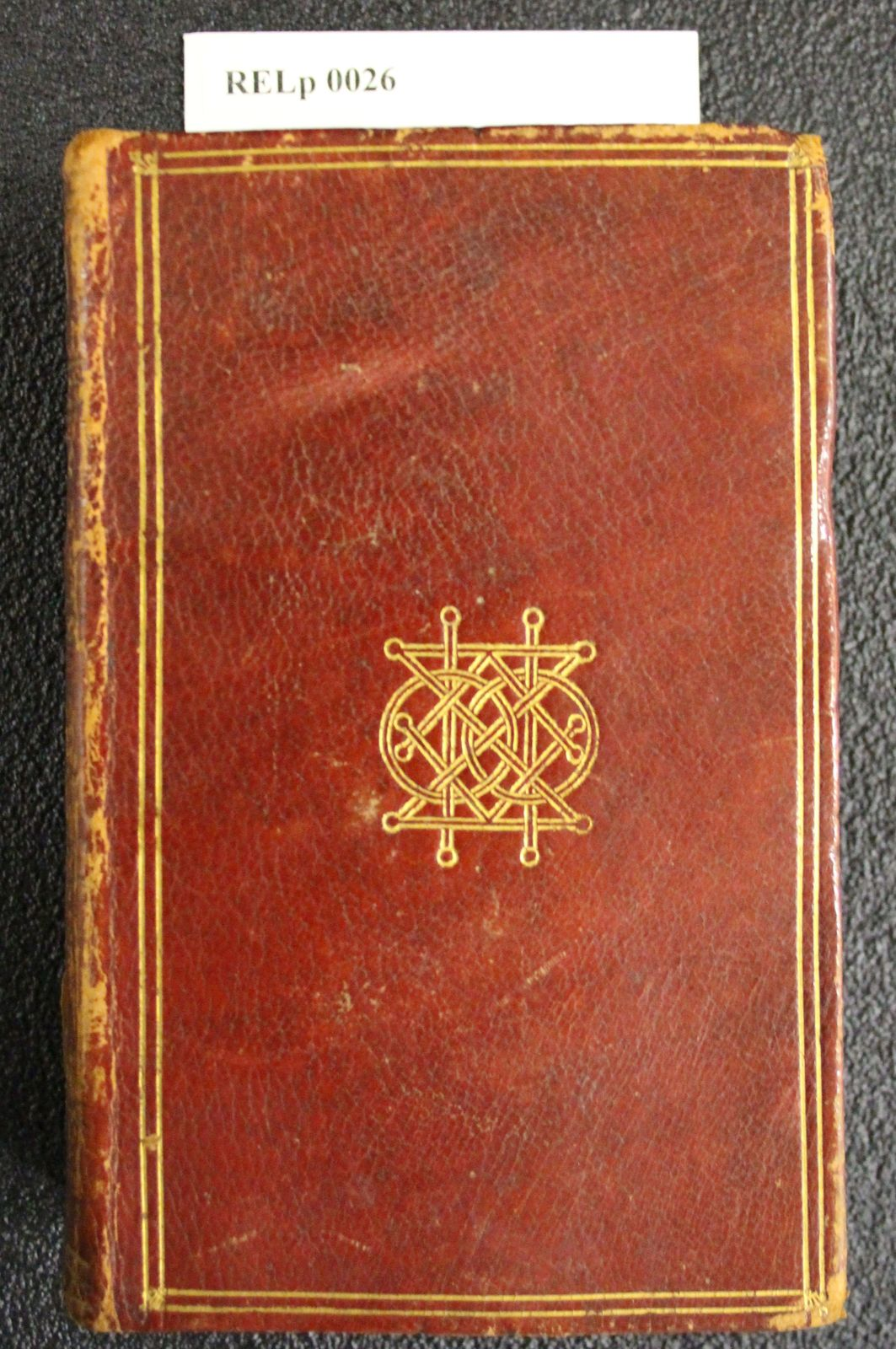
Reliure en maroquin rouge au Chiffre de Peiresc. Bibliothèque du Patrimoine de Clermont Auvergne Métropole, RELp 0026

Le cabinet de Peiresc était considéré comme un des plus beaux de toute l’Europe. Il comptait notamment : 
- près de 6 000 ouvrages les plus rares, souvent annotés de sa main, certains provenant des collections Médicis, Barberini, Rubens, Galilée, Malherbe, etc. La majorité richement reliés dans un maroquin rouge avec le chiffre de Peiresc doré par Corberan ou Le Gascon. Peiresc est le premier à marquer la date de parution de ses livres sur la tranche de leur reliure. De nombreux manuscrits (partitions manuscrites offertes par la famille Barberini telles qu’Euridice de Jacopo Peri, le codex luxemburgensis mérovingien, copie du calendrier, ou Chronographe de 354, un évangéliaire grec en onciale du IXe siècle, le manuscrit de Constantin Porphyrogénète sur les vices et les vertus, papyrus antiques, plus de 40 000 pages d’analyses, recherches), etc.
- Plus de 200 tableaux, portraits et grisailles (Caravaggio, Annibale Carracci, Rubens, Simon Vouet, Dürer, Jacopo Bassano, Van Dyck, Francesco Cozza, Battistello Caracciolo, Le Tintoret, Titien, Nicolas Poussin, Louis Finson, Nicolò dell'Abbate, Frans Pourbus le Jeune, Fancesco Apollodoro, Daniel Dumonstier, Trophime Bigot, Abraham de Vries etc), plusieurs primitifs italiens, des peintures sur coton provenant d’Inde, une caricature des membres de l’Inquisition représentés en renards habillés en prêtres dévorant des images et le globe terrestre, des « peintures en plume », etc.
- Un riche cabinet de gravures et dessins (la carte de l’Etna par Antoine Leal, de nombreuses cartes annotées dessinées ou piquées, un recueil de copies de vases, œuvres et monuments antiques de Pietro Testa, Nicolas Poussin, Charles Errard, Adrien de Vries, etc), sanguines d’après des camées, dessins d’architectes de Baccio del Bianco, Onorio Longhi, près de 800 dessins de Philibert Delorme, dessins piqués de Rubens d’après des hiéroglyphes, etc.
- Plus de 18 000 monnaies, médailles, amulettes, talismans, camées, poids et mesures antiques (sans compter les empreintes en cire) certains disposés dans de riches présentoirs en cuir rouge marqués de lions de Rians, d’étoiles et du chiffre doré de Peiresc. Collecte immense malgré deux vols importants (la plus grande collection de camées en Europe est de 24 000 pièces selon Antoine Schnapper).
- Des bas-reliefs, épigraphies grecques, romaines, étrusques et égyptiennes, sculptures en bronze et en marbre (un jeune éphèbe, une Cybele, les fragments du tombeau de Borysthènes le cheval d’Hadrien, une statue de Bouddha, etc), des sculptures et statuettes en terre cuite (une petite victoire ailée, une huitre avec une petite tête étrusque, de nombreuses statuettes étrusques, etc.), verres antiques (lacrymatoires), lampes à l’huile, vases de bézoard minéral, “Marmozets d’Egypte“, coffres remplis de bijoux antiques et du Moyen-Âge, la colonne en marbre rouge du roi René, au moins deux momies égyptiennes (avec leur sarcophage monumental respectif en basalte et marbre blanc), des plastrons de momies, des vases canopes, les fameux trépieds d’Apollon en bronze de Fréjus et l’ivoire byzantin Peiresc / Barberini, de nombreux objets des cabinets de Federico Cesi, de François Ranchin, Lelio Pasqualini, Gian Vincenzo Pinelli, Cassiano dal Pozzo, etc. Une collection d’armes et d’armures (casques, glaives, lances, boucliers, etc.). Nombreux objets du monde entier (casse-têtes de Guyane, statues océaniennes, objets tribaux d’Afrique du Nord, panoplie et flèches à plume et pointes empoisonnées d’indiens d’Amérique, Incas et Arawak, etc.). De nombreux instruments de musiques provenant de toute la Méditerranée, Orient, Chine, Japon, Inde, Amérique, etc. De nombreux fossiles, « animaux et plantes pétrifiés » (étoiles de saint Vincent offertes par Gassendi, ammonites, etc), cristaux et roches volcaniques de Java, Vésuve, Etna, etc.
- Un observatoire qu'il fait construire sur le toit de Belgentier, richement outillé (lunette offerte par Galilée, sphères de Copernic et Ptolémée, nombreuses cartes, baromètre à mercure, globes terrestres et célestes, nombreuses sphères armillaires, compas, etc.). Un laboratoire complet de dissection (instruments de chirurgie, microscope, etc.). Un véritable zoo (un éléphant, espèces innombrables d’oiseaux et perroquets, alzarons, caméléons, un crocodile, chats angoras, grues royales, flamants roses, etc). De nombreux animaux empaillés (crocodile, ibis, tatou, caméléon, iguane, chauve-souris, chats persans et angoras, toucans, « papillons illuminés », cornes de lièvres, phénicoptères à aile rouge, dent de narval, etc.), coquillages, « pierres flottantes » de Mersenne, coraux (rouges, blancs, noirs, etc.), mandragores, styrax, arbres et plantes « les plus rares et exquis » (jasmin jaune de Chine et d’Inde, néflier du Japon, Laurier rose, papyrus d’Égypte, lilas de Perse, patate douce d’Afrique, tulipes, hyacinthes, œillets, bézoard minéral, bananiers, gingembre, plus de 60 espèces de pommiers, etc.).
- Une collection de souliers, « un pour chaque matin » : chrétien, égyptien, turc, chinois, africain, mahométan, bouddhiste, etc.

Il fait représenter les objets précieux de sa collection, dont de nombreux vases antiques, sous forme de dessins réunis dans deux recueils ; l'un d'eux, cédé avec sa collection par l'abbé de Marolles à Louis XIV, intègre en 1667 la bibliothèque royale et est inventorié en 1684 (mention de 158 pièces) ; l'autre, légué par Henri du Bouchet à l'abbaye de Saint-Victor et qui est utilisé en 1719 par dom Bernard de Montfaucon pour son Antiquité expliquée et représentée en figures, transite vers 1797 par l'hôtel de ville de Paris. 
En 1766 Joly, garde du Cabinet des Estampes de la Bibliothèque du Roi, en dresse un inventaire détaillé; réunis, les deux volumes sont reliés "de façon uniforme" (Guibert) sous le Premier Empire (Bibliothèque Nationale de France). En 1910 le premier des deux volumes en fut publié par Joseph Guibert, du Cabinet des Estampes de la Bibliothèque nationale de Paris, dans un ouvrage tiré en 125 exemplaires intitulé "Les dessins du Cabinet Peiresc au Cabinet des Estampes,...etc Antiquité- Moyen Âge - Renaissance(Paris, Honoré Champion), dont l'album final comprend 24 planches hors-texte reproduisant des dessins aquarellés, estampes ou photographies d'éléments de la collection.

### Un épistolier infatigable

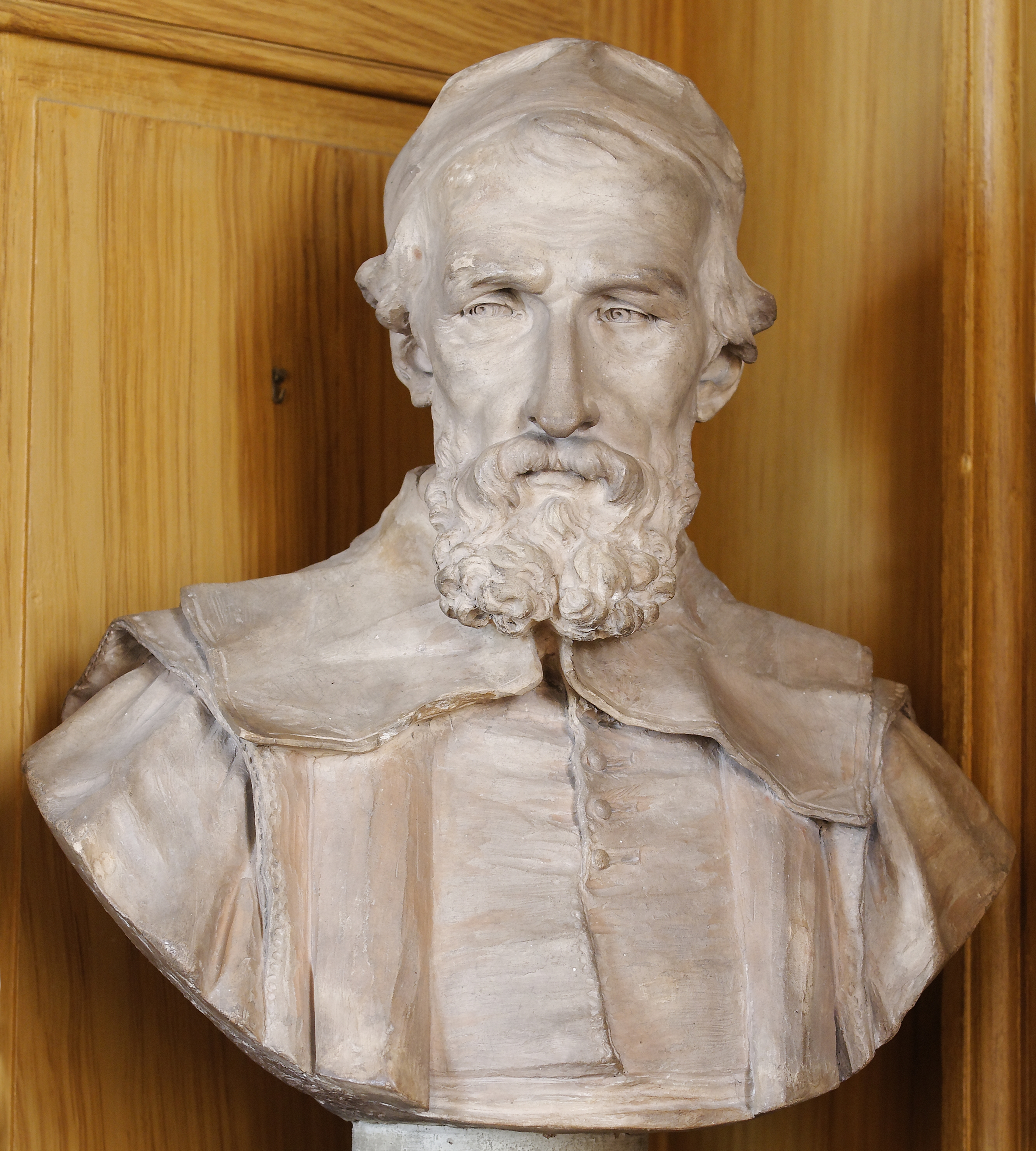
Buste de Peiresc par Caffieri (1787) (Bibliothèque Mazarine).

S'il fut un politique remarqué dans sa région, Fabri de Peiresc est aussi un infatigable épistolier avec ses plus de 15 000 lettres. Il est en correspondance régulière avec plus de 1500 personnes dont Malherbe, Hugo Grotius, les frères Jacques Dupuy et Pierre Dupuy, avec le cardinal de Richelieu et son frère, Jean Barclay, Rubens, Gassendi, dont il est le grand ami, mais aussi Galilée et Campanella pour lesquels il lutte afin de les défendre des attaques de l'Inquisition. 
La correspondance de Peiresc fut en majorité acquise par les bibliothèques Inguimbertine à Carpentras, Méjanes à Aix-en-Provence, et nationale à Paris. Elle revit le jour à la fin du XIXe siècle grâce à l’historien et éditeur Philippe Tamizey de Larroque qui en publia sept volumes, en restant loin du compte.
Sans qu’on sache comment il se l’est procuré, il offre l’ivoire Barberini, une exceptionnelle œuvre byzantine en ivoire, au cardinal Francesco Barberini, œuvre qui appartient au Louvre depuis 1899.
Sa correspondance avec Malherbe permet de mieux comprendre la personnalité du fils de celui-ci, tué en duel par Pierre-Paul de Fortia de Piles avec l’aide de Gaspard de Covet de Marignane le 13 juillet 1627. Ce drame ravage Malherbe de douleur, qui en meurt l'année suivante.

### Hommages et reconnaissance
Des milliers d'hommages sont lisibles dans les textes de grands personnages qui continueront de faire vivre la mémoire de Peiresc. En voici quelques-uns :
Galilée décrit son ami et protecteur Peiresc comme « un maître de tout ». Pour Rubens, ami de Peiresc,« de son visage émanait une grande noblesse, propre à son génie, avec un je-ne-sais-quoi de spirituel qu’il n’est pas facile de pouvoir rendre en peinture ». « Notre maître Peiresc » se remémore Cyrano de Bergerac. « Il a fait dans cette patrie de toutes les nations, un nom honorable. Il est doué pour acquérir l’espérance de la dignité céleste… » écrivait le pape Urbain VIII. C’était le « Prince des curieux » pour Gassendi. « Il a toutes les vertus des anciens et les grâce de la jeunesse » avouait Cassiano dal Pozzo, que l’on surnommait le “Peiresc italien“. « L’un des beaux génies françois, et des plus savants hommes du XVIIe siècle» lit-on dans l'Encyclopédie universelle de Diderot et Jean Le Rond d'Alembert. Je me « sens un nouveau Peiresc » écrivait le Marquis Giampietro Campana. « Ça revigore de se rappeler, quand la besogne flanche, qu’il y a à côté de vous, dans la même ville, un bougre comme lui » soupirait Cézanne, au pied de la statue de Peiresc d’Aix-en Provence. Umberto Eco, admirateur de Peiresc, lui rendra hommage dans « L'Île du jour d'avant ». Antoine Schnapper a qualifié les fonds Peiresc de « montagne d'or de l'histoire ». David Bowie était admiratif de la maison de Rubens et des recherches sur l'Egypte de Peiresc, etc.
L'astéroïde (19226) Peiresc, découvert en 1993, a été nommé en son honneur.

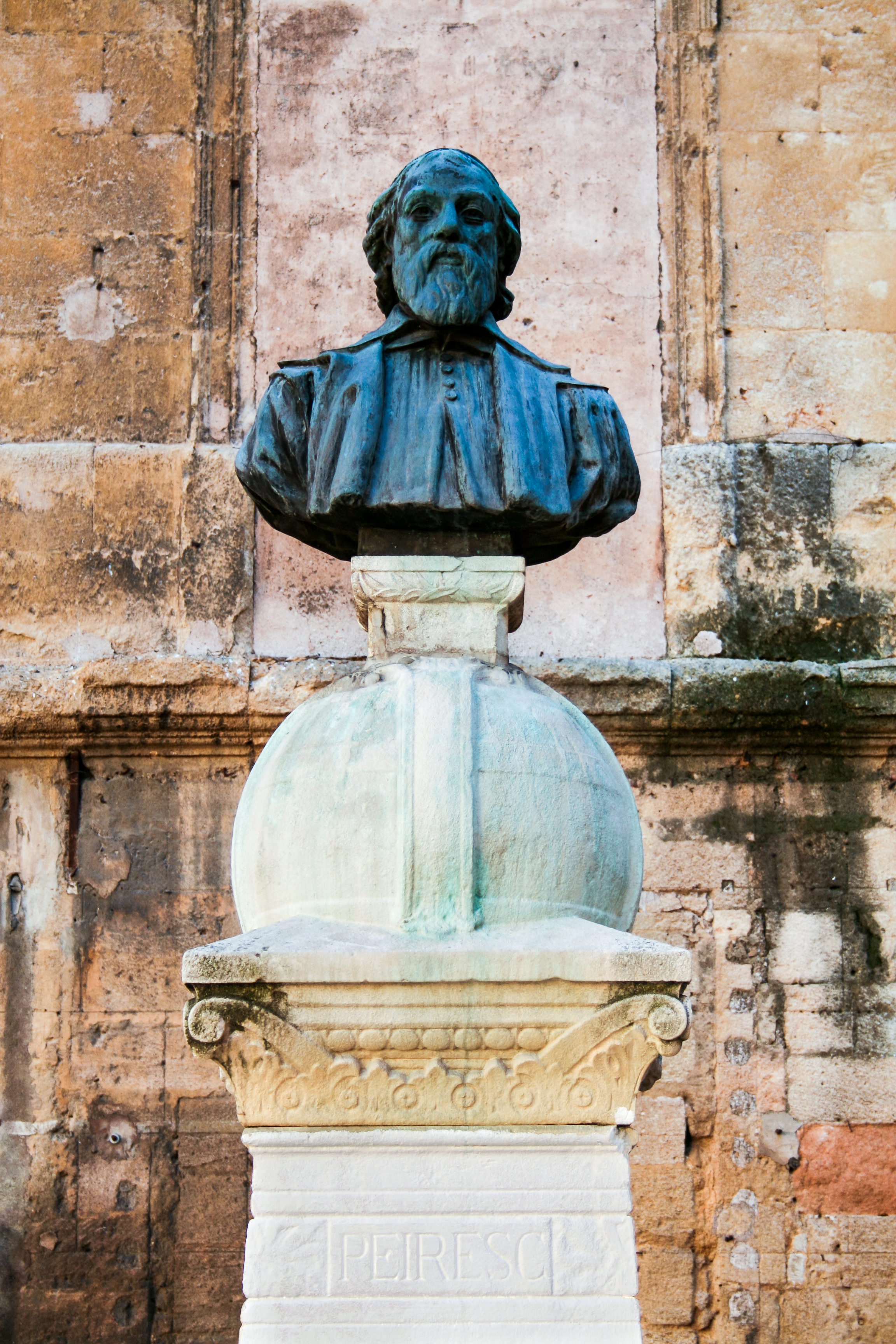
Buste de Peiresc à Aix-en-Provence.

En son hommage, un buste en bronze a été élevé sur la place de l'université à Aix-en-Provence, en face de la cathédrale Saint-Sauveur.
Par ailleurs, sa demeure, qui était située près du Palais de Justice, a complètement disparu, abattue lors de la construction de l'actuel palais ; une rue bordant cet édifice porte aujourd'hui son nom et une plaque commémorative a été apposée en 1981 au numéro 8 de cette rue Peiresc.  
Le petit « ermitage » qu'il possédait à Belgentier fut doté à la fin du XVIe siècle d'un canal afin d'irriguer le domaine seigneurial et d'alimenter le village, mais aussi de jardins qui furent représentés par Israël Silvestre et où il reçut en 1625 son ami l'érudit et antiquaire romain Girolamo Aleandro, membre de la légation du cardinal neveu Francesco Barberini. 
Il fut transformé au XVIIe siècle en un pavillon rectangulaire avec escalier à double révolution par son neveu, le chevalier de Rians.
En février 1660, Louis XIV, de passage en Provence, y fit halte.
Le musée du village de Peyresq, situé près de Digne, dans les Alpes-de-Haute-Provence, est entièrement consacré à son œuvre.
À titre d'hommage, un genre d'ammonite provençale lui a été dédié par Bert et al., 2006 : Peirescites.
Un collège de Toulon (Var) porte son nom.

## Œuvres (sélection)
- Histoire abrégée de Provence[15] ;
- Lettres à Malherbe (1606-1628) ;
- Traitez des droits et des libertés de l'Église gallicane (1639) ;
- Mémoires ;
- Bulletin Rubens ;
- Notes inédites de Peiresc sur quelques points d'histoire naturelle.